# Peter William Barlow
Peter William Barlow (* 1. Februar 1809 in Woolwich, Kent; † 20. Mai 1885 in London) war ein britischer Bauingenieur.

## Leben
Er war der Sohn von Peter Barlow (1776–1862), der Mathematik und Physik in der Militärakademie in Woolwich unterrichtete. Sein Bruder William Henry Barlow war ebenfalls ein bekannter Bauingenieur.
Er baute 1862 die Lambeth Bridge in London, eine Hängebrücke, die heute durch eine andere Konstruktion ersetzt ist. 1864 patentierte er ein verbessertes eisernes Tunnelschild, das von James Henry Greathead beim Bau des Themsetunnels der Tower Subway in London 1870 eingesetzt wurde. Er sah Verbesserungen gegenüber dem alten Entwurf von Marc Isambard Brunel vor, der zuvor für einen Themsetunnel eingesetzt worden war (siehe Schildvortrieb).
1845 wurde er Fellow der Royal Society.